# Prilocain
Prilocain ist ein Lokalanästhetikum vom Amid-Typ. Es wirkt recht rasch und seine Wirkung hält drei bis sechs Stunden an.

## Anwendung
Prilocain wird hauptsächlich in der Anästhesie für Infiltrations- und Leitungsanästhesien angewendet. Für die Oberflächenanästhesie wird es auch teilweise fix mit Lidocain kombiniert.

## Unerwünschte Wirkungen
Neben den anderen Nebenwirkungen, die beim Gebrauch von Lokalanästhetika auftreten können, kann es durch Prilocain zur Bildung von Methämoglobin (das Abbauprodukt o-Toluidin wirkt oxidierend auf das im Hämoglobin vorhandene Eisen) kommen; daher sollte es bei Kindern, bei Patienten mit Anämie, bei Mangel an Glucose-6-phosphat-dehydrogenase und bei Schwangeren nicht oder mit erhöhter Vorsicht angewendet werden. Ferner wurde o-Toluidin von der ECHA als krebserzeugend für den Menschen eingestuft.

## Stereoisomerie
Prilocain ist chiral und enthält ein Stereozentrum, es gibt also zwei Enantiomere, die (R)-Form und die (S)-Form. Die Handelspräparate enthalten den Arzneistoff als Racemat (1:1-Gemisch der Enantiomere).

## Herstellung
Eine Synthese für Prilocain, ausgehend von ortho-Toluidin und 2-Brompropionylbromid, ist in der Literatur beschrieben.

## Analytik
Die zuverlässige qualitative und quantitative Bestimmung von Prilocain in Blutplasma gelingt nach angemessener Probenvorbereitung durch Kopplung der Gaschromatographie oder HPLC mit der Massenspektrometrie.

## Handelsnamen
Monopräparate
Xylonest (D, CH) und Generika
Kombinationspräparate
Anesderm (A, CH), Emla (D, A, CH), Lidocain/Prilocain Plethora (EU), Oraqix (D, A, CH)